# Schausia astrapeus
Schausia astrapeus är en fjärilsart som beskrevs av Holland 1893. Schausia astrapeus ingår i släktet Schausia och familjen nattflyn. Inga underarter finns listade.